# 短生碱茅
短生碱茅（学名：Puccinellia choresmica）为禾本科碱茅属下的一个种。